# Rosenstiehl
Rosenstiehl ist eine deutsche Filmkomödie von Stefan Weiß aus dem Jahr 2005. Weiß führte hierbei nicht nur Regie, sondern war auch zusammen mit Zsuzsanna Racz Drehbuchautor, Produzent und Filmeditor. 2006 erhielt der Film den Sonderpreis als Bester Langfilm beim Festival der Nationen in Ebensee (Österreich), sowie den Ebenseer Bären in Gold.

## Handlung
Die Krankenschwester Sylvia erfährt durch die Betreuung der altersdementen Patientin Elisabeth Rosenstiehl von einem berühmten Goldraub in den 50er Jahren, an dem diese in ihren jungen Jahren angeblich selbst beteiligt war. Aus Neugier und Abenteuerlust versucht Sylvia aus Frau Rosenstiehl mehr über deren faszinierende Vergangenheit herauszubekommen und macht sich mit Hilfe ihres Freundes Robert auf die Suche nach einem vermeintlichen Schatz. Robert, gerade angehender Jurist kurz vor den Examensprüfungen, hat allerdings keinen Kopf für Sylvias leichtsinnigen und kriminellen Hirngespinste und hält erbittert dagegen. Als Sylvia unbeirrt mit immer mehr Fakten und Informationen aufwartet, kommt auch er langsam ins Grübeln und stellt eigene Recherchen an. Dabei entdeckt er mehr als er erwartet hat und so finden sich beide eines Nachts in voller Einbrechermontur in der Wohnung eines Unbekannten auf der Suche nach dem Schatz.

## Hintergrund
Der 2005 entstandene Kurzfilm wurde in München nach einer Idee von Stefan Weiß und Andrea Sokol ohne jegliche finanzielle Unterstützung seitens Deutscher Förderanstalten gedreht. Durch ihr Durchhaltevermögen (gedreht wurden 16 Drehtage über einen Zeitraum von einem halben Jahr ausschließlich an Wochenenden) schufen die Filmemacher und die 22-köpfige Crew um Stefan Weiß eine Krimikomödie, die aufgrund ihrer Lauflänge weit jenseits gewöhnlicher Kurzfilme liegt.

## Besonderheiten
20 Jahre nach dem Dreh eines Musikclips für Gloria Estefan durfte niemand mehr in dem legendären Münchner Feinschmeckerrestaurant Tantris drehen. Exklusiv nur für Rosenstiehl öffnete es seine Pforten und ermöglichte so die bisher einzigen Filmaufnahmen mit Spielfilmhandlung in dem noblen Gourmettempel.

## Filmfeste und Auszeichnungen
- 2006: Sonderpreis Bester Langfilm für Rosenstiehl beim Festival der Nationen in Ebensee, Österreich
- 2006: Ebenseer Bären in Gold für „Rosenstiehl“ beim Festival der Nationen in Ebensee, Österreich
- 2006: 7. Landshuter Kurzfilmfest / Landshut, Deutschland:„Rosenstiehl“ vom 23.–26. März
- 2006: Busho Budapest ShortFilmFestival / Budapest, Hungary: „Rosenstiehl“ vom 4.–8. August